# Касадо, Марк
Марк Касадо́ То́ррас (исп. Marc Casadó Torras; род. 14 сентября 2003, Сан-Пере-де-Виламажор) — испанский футболист, полузащитник клуба «Барселона» и сборной Испании.

## Клубная карьера
С 2016 года выступал за футбольную академию «Барселоны». В июле 2022 года продлил свой контракт с клубом до 2024 года.
1 ноября 2022 года дебютировал в основном составе «Барселоны» в матче группового этапа Лиги чемпионов УЕФА против чешского клуба «Виктория Пльзень».

## Карьера в сборной
Выступал за сборные Испании до 16 и до 17 лет.

## Достижения
«Барселона»
- Чемпион Испании: 2024/25
- Обладатель Кубка Испании: 2024/25
- Обладатель Суперкубка Испании: 2024/25